# Willem Geubbels
Willem Geubbels, né le 16 août 2001 à Villeurbanne, est un footballeur français qui joue au poste d'attaquant au Paris FC.

## Carrière en club

### Olympique lyonnais
Geubbels a été formé par le biais de l'académie de l'Olympique lyonnais. Le 18 juillet 2017 Geubbels joue en match amical contre l'Ajax et délivre une passe décisive pour Amine Gouiri pour un match remporté 2-0. Il marque un triplé contre Schiltigheim avec la réserve de l'OL en National 2.

#### Débuts en professionnel
Il a fait ses débuts dans l'équipe première, le 23 septembre 2017, lors d'un match nul (score final 3-3) à domicile face à Dijon en Ligue 1. Il est entré sur le terrain après 84 minutes de jeu en remplacement de Lucas Tousart. Grâce à cette entrée, Geubbels est devenu le premier joueur né au XXIe siècle à faire une apparition en Ligue 1, ainsi que le cinquième plus jeune joueur à faire une apparition en Ligue 1 à 16 ans, un mois et sept jours,,. Le 7 décembre de la même année, Geubbels est entré en jeu pour remplacer Maxwel Cornet, blessé, à la 45+1 minute durant le match (1-0) contre l'Atalanta Bergame en Ligue Europa. Grâce à cette entrée, Geubbels est devenu le premier joueur né au XXIe siècle apparu dans cette compétition ainsi que le plus jeune joueur à y participer, à seulement 16 ans et 113 jours,.Geubbels entre en jeu lors des 26 dernières minutes du match face à Amiens et des 12 dernières minutes du match face à Montpellier.

### AS Monaco
Il est transféré sur le Rocher pour près de 20 millions d'euros lors de l'été 2018. Geubbels est buteur lors d'une victoire 3-0 contre le club polonais de Ruch Chrozow lors d'un match amical.

#### Saison 2018-2019
Il effectue ses premiers pas sous ses nouvelles couleurs le 18 août 2018 en entrant en jeu à 8 minutes de la fin du match face à Lille comptant pour la 2e journée de Ligue 1. Le 24 août 2018, Willem Geubbels se blesse à la cuisse lors d'une rencontre avec l'équipe réserve de l'AS Monaco. Le 19 décembre 2018, il entre en jeu à 20 minutes de la fin du 16e de finale de coupe de la ligue face au FC Lorient. Geubbels réalise une première saison avec l'AS Monaco rongée par les blessures. En effet, il se blessera cinq fois au cours de la saison ce qui poussera son entraîneur à ne pas l'inscrire sur la liste des joueurs devant disputer la Ligue des champions.

#### Saison 2020-2021
Il marque son premier but pour l’ASM face à Nantes le 13 septembre 2020, offrant la victoire à son équipe (2-1). Le 2 mai 2021, il entre en jeu contre son ancienne équipe, l'Olympique lyonnais. Il bute sur Anthony Lopes en fin de match et sur l'action qui suit, les Lyonnais marquent le but du 3-2. La frustration accumulée fait qu'il en vient aux mains avec des joueurs lyonnais et écope finalement d'un carton rouge après le match, son premier en carrière.

#### Prêt au FC Nantes (2021-2022)
Le 31 août 2021, il s'engage pour une saison en prêt avec le FC Nantes avec option d'achat à six millions d'euros. Il inscrit son premier but avec les Canaris le 2 janvier 2022 en Coupe de France contre l'AS Vitré. Le natif de Villeurbanne récidive trois semaines plus tard en Ligue 1 face à Lorient (4-2). Auteur de quelques bonnes entrées et d'un nouveau but face à Montpellier début mars, il remporte la Coupe de France sous la houlette de Antoine Kombouaré en fin de saison. Après une saison très mitigée, il retourne à Monaco.

#### FC Saint-Gall (2023-2025)
En janvier 2023, il s'engage avec le club suisse du FC Saint-Gall.

#### Paris FC (2025-)
Le 16 août 2025, Willem Geubbels s’engage cinq ans au Paris FC.

## En sélection
Il est sélectionné pour la première fois avec les moins de 16 ans le 25 octobre 2016, il marque deux buts et délivre une passe décisive. Le 30 mai 2017 il marque un triplé face à l'Allemagne.
En décembre 2017, il est convoqué pour la première fois avec l'équipe de France des moins de 17 ans. Le 1er février 2017, il joue son premier match contre la Belgique et délivre une passe décisive et deux jours plus tard contre le même adversaire, il marque son premier but et met un doublé. A l' issue de la saison 2016-17 il participe à l'Euro des moins de 17 ans avec l'équipe de France. Lors de cet euro, il joue trois matchs contre la Hongrie, l'Écosse et l'Espagne. Lors de la Coupe du monde des moins de 17 ans il délivre une passe décisive lors du premier match face à la Nouvelle-Calédonie.
Il marque son premier but en moins de 18 ans le 30 août 2017 face à la Pologne.

## Vie privée
Geubbels est né en France d'un père Français et d'une mère centrafricaine. Ses oncles, Amos Youga et Kelly Youga, sont tous deux des footballeurs internationaux centrafricains.

## Statistiques
| Saison                | Club                  | Championnat           | Championnat | Championnat | Championnat | Coupe nationale | Coupe nationale | Coupe nationale | Coupe de la Ligue | Coupe de la Ligue | Coupe de la Ligue | Compétition(s) continentale(s) | Compétition(s) continentale(s) | Compétition(s) continentale(s) | Compétition(s) continentale(s) | Total | Total | Total |
| Saison                | Club                  | Division              | M.          | B.          | P.d.        | M.              | B.              | P.d.            | M.                | B.                | P.d.              | Comp.                          | M.                             | B.                             | P.d.                           | M.    | B.    | P.d.  |
| 2017-2018             | Olympique lyonnais    | Ligue 1               | 2           | 0           | 0           | -               | -               | -               | 1                 | 0                 | 0                 | C3                             | 1                              | 0                              | 0                              | 4     | 0     | 0     |
| 2018-2019             | AS Monaco             | Ligue 1               | 1           | 0           | 0           | -               | -               | -               | 1                 | 0                 | 0                 | C1                             | -                              | -                              | -                              | 2     | 0     | 0     |
| 2019-2020             | AS Monaco             | Ligue 1               | -           | -           | -           | -               | -               | -               | -                 | -                 | -                 | -                              | -                              | -                              | -                              | 0     | 0     | 0     |
| 2020-2021             | AS Monaco             | Ligue 1               | 14          | 1           | 0           | 1               | 0               | 0               | -                 | -                 | -                 | -                              | -                              | -                              | -                              | 15    | 1     | 0     |
| 2021-2022             | FC Nantes (prêt)      | Ligue 1               | 22          | 2           | 1           | 4               | 1               | 0               | -                 | -                 | -                 | -                              | -                              | -                              | -                              | 26    | 3     | 1     |
| Sous-total            | Sous-total            | Sous-total            | 39          | 3           | 1           | 5               | 1               | 0               | 2                 | 0                 | 0                 | -                              | 1                              | 0                              | 0                              | 47    | 4     | 1     |
| 2022-2023             | FC Saint-Gall         | Super League          | 17          | 2           | 0           | 1               | 0               | 0               | -                 | -                 | -                 | -                              | -                              | -                              | -                              | 18    | 2     | 0     |
| 2023-2024             | FC Saint-Gall         | Super League          | 32          | 8           | 5           | 1               | 0               | 0               | -                 | -                 | -                 | -                              | -                              | -                              | -                              | 33    | 8     | 5     |
| 2024-2025             | FC Saint-Gall         | Super League          | 31          | 14          | 3           | 1               | 1               | 0               | -                 | -                 | -                 | C4                             | 9                              | 2                              | 0                              | 41    | 17    | 3     |
| Sous-total            | Sous-total            | Sous-total            | 80          | 24          | 8           | 3               | 1               | 0               | -                 | -                 | -                 | -                              | 9                              | 2                              | 0                              | 92    | 27    | 8     |
| Total sur la carrière | Total sur la carrière | Total sur la carrière | 119         | 27          | 9           | 8               | 2               | 0               | 2                 | 0                 | 0                 | -                              | 10                             | 2                              | 0                              | 139   | 31    | 9     |

## Palmarès

### En club
AS Monaco
- Coupe de France
  - Finaliste : 2021

 FC Nantes
- Coupe de France
  - Vainqueur : 2022